# Kreismuseum Jerichower Land
Das Kreismuseum Jerichower Land ist ein heimatkundliches Museum in der Stadt Genthin. Mit mehr als 25.000 Ausstellungsstücken zählt es zu den größten Museen des nördlichen Sachsen-Anhalt. Es wurde im Jahr 1886 eröffnet und zog 1928 an seinen heutigen Standort, einer Jugendstilvilla in der Mützelstraße 22 in Nähe des Bahnhofs. Das Gebäude verfügt über dreizehn Ausstellungsräume, in denen vorrangig die Geschichte des Gebietes zwischen Elbe, Havel und Fläming dargestellt wird. Im Museum befindet sich eine herausragende urgeschichtliche Sammlung und eine Dauerausstellung zur Geschichte vom Mittelalter bis zum 20. Jahrhundert. Daneben werden in zwei Räumen regelmäßig wechselnde Sonderausstellungen präsentiert.

## Ur- und frühgeschichtliche Sammlung

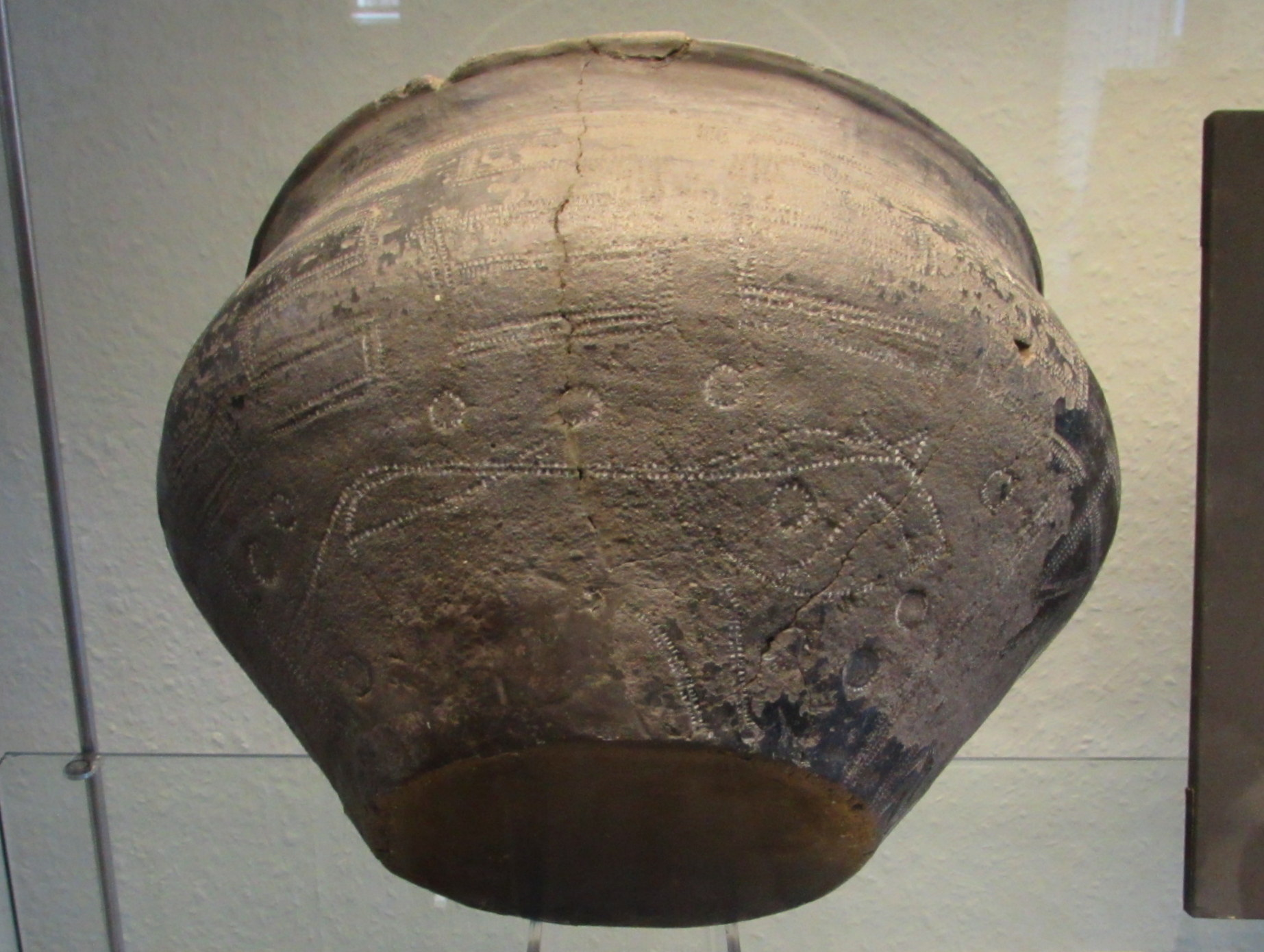
Urne mit Pferdedarstellung

Im ersten Obergeschoss des Museums befindet sich eine umfassende ur- und frühgeschichtliche Ausstellung. Kernstück ist eine 1929 von dem Wusterwitzer Arzt und Privatsammler Richard Stimming aufgekaufte Sammlung prähistorischer Fundstücke aus dem Gebiet zwischen der Havel im westlichen Teil des Landes Brandenburg und der Elbe in Sachsen-Anhalt. So stammen viele Funde wie beispielsweise eine Graburne aus der späten römischen Kaiserzeit vom Gallberg bei Hohenferchesar in der Stadt Havelsee oder vieles andere aus der Gemarkung Butzow in Beetzseeheide. Insgesamt umfasst die ur- und frühgeschichtliche Sammlung des Museums etwa 8.000 Exponate. Darunter sind mittelsteinzeitliche Geräte aus Knochen und Geweih und Grabbeigaben wie Fibeln.

## Runenstein
Im Vorgarten des Museums unter einer eigenen Überdachung steht der Runenstein von Rogäsen, ein vermeintlicher Runenstein, der Mitte des 19. Jahrhunderts nach einem Schulbrand in Rogäsen gefunden wurde. Die Inschrift konnte bislang nicht entschlüsselt oder der Stein datiert werden. Er befindet sich seit 1928 im Kreismuseum Jerichower Land.